# Claude Saumaise

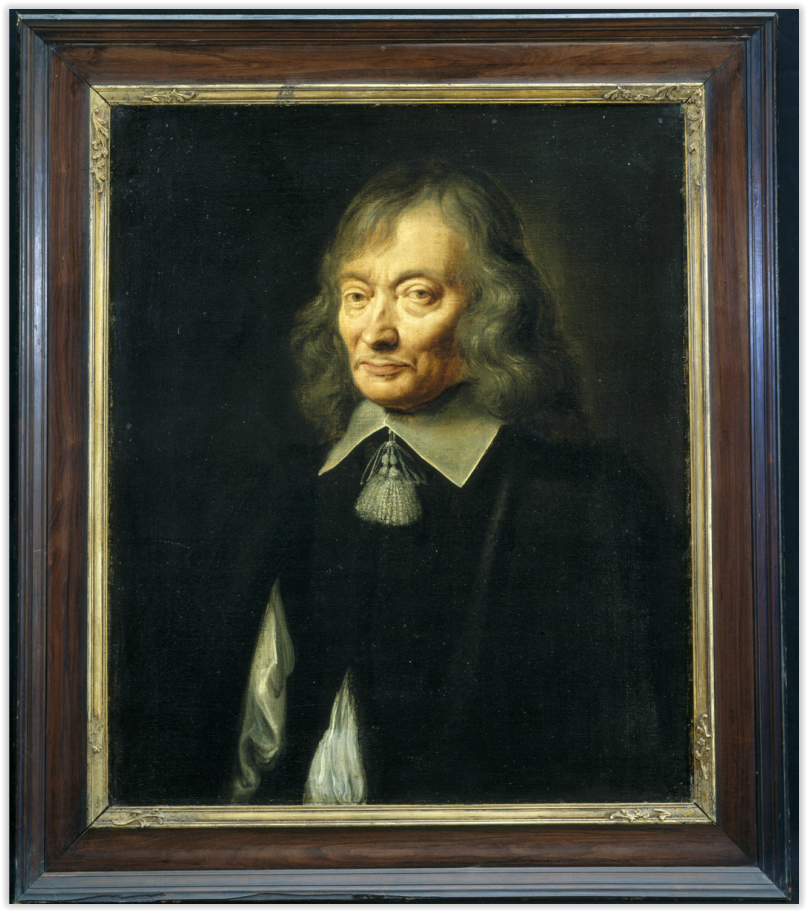
Claude Saumaise

Claude Saumaise, gelatiniseerd als Claudius Salmasius, (Semur-en-Auxois, 15 april 1588 - Spa, 3 september 1653) was een vooraanstaand Frans hugenoot, humanist en filoloog.

## Leven en werk
De protestants opgevoede Salmasius weigerde zich in Parijs te vestigen, waar hij aan de Sorbonne gestudeerd had. Hij studeerde vanaf 1606 aan de universiteit van Heidelberg, waar hij correspondeerde met Scaliger en Isaac Casaubon, de handschriften van de Bibliotheca Palatina bestudeerde en zijn eerste werken het licht liet zien. In Heidelberg bekeerde hij zich tot het protestantisme.
In 1610 ging hij terug naar Frankrijk en trouwde in 1623 met Anne Mercier. Salmasius schreef en vertaalde (o.a. Plinius). In 1631 ging Salmasius naar Leiden, waar hij de opvolger werd van de beroemde Scaliger. In Leiden vocht Salmasius diverse wetenschappelijke disputen uit, onder meer met Daniel Heinsius en John Milton. De ruzie met Heinsius ging over het Grieks in het Nieuwe Testament; die met Milton over de moord op Karel I van Engeland.
In 1650 ging Salmasius op verzoek van koningin Christina van Zweden naar Stockholm, maar in 1651 reisde hij weer naar Leiden. Vanwege gezondheidsproblemen (jicht) verbleef hij in 1653 in het kuuroord Spa, waar hij in hetzelfde jaar stierf. Hij werd begraven in de Waalse kerk te Maastricht.
Salmasius briefwisseling met grote geleerden als Hugo de Groot is voor een deel bewaard gebleven. In Nederland zijn grote delen van zijn briefwisseling te vinden in (vooral) de Universiteitsbibliotheek Leiden, in de Universiteitsbibliotheek Amsterdam en in de Koninklijke Bibliotheek. Een deel van de brieven is beschikbaar op Gallica

## Bibliografie

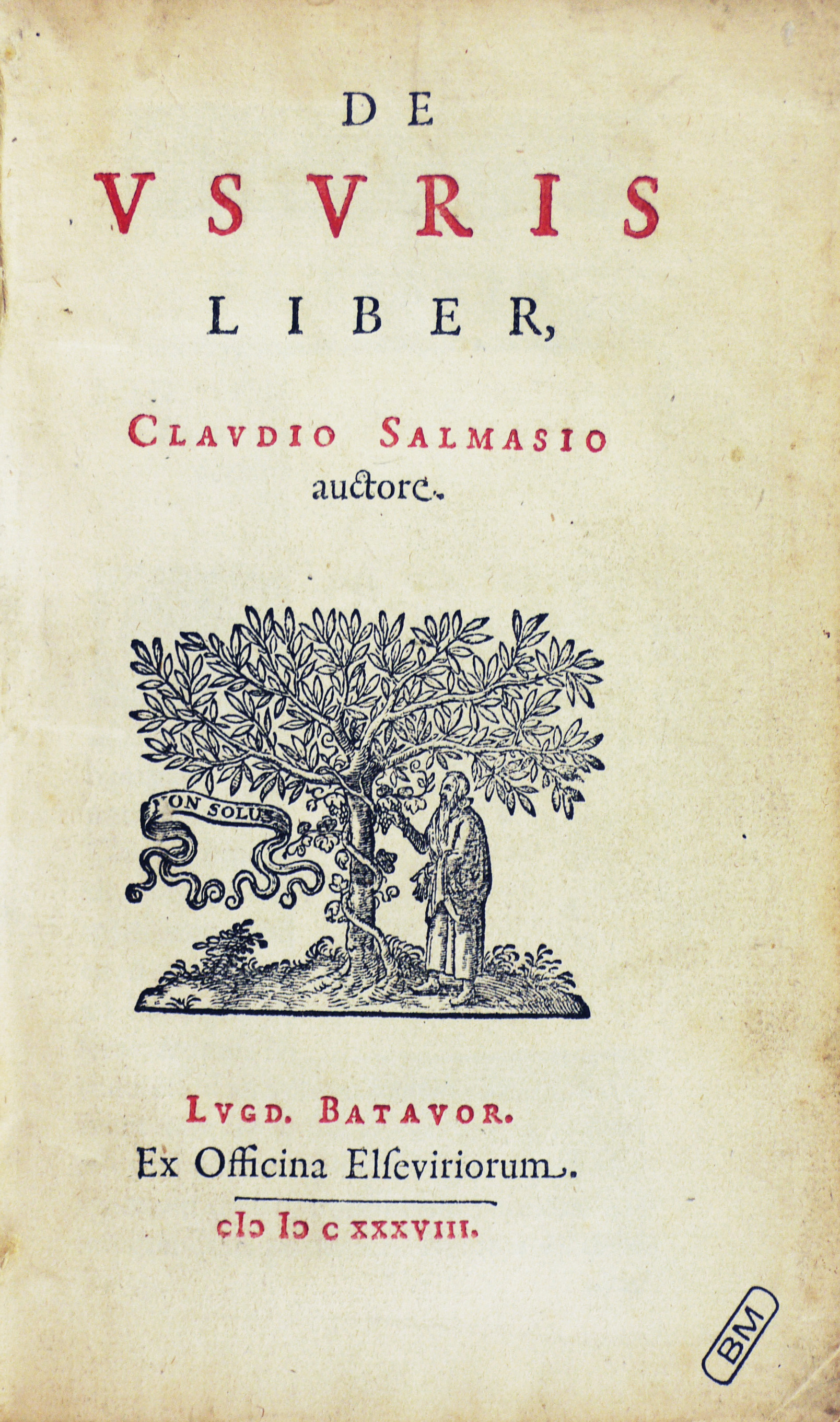
De usuris, 1638.

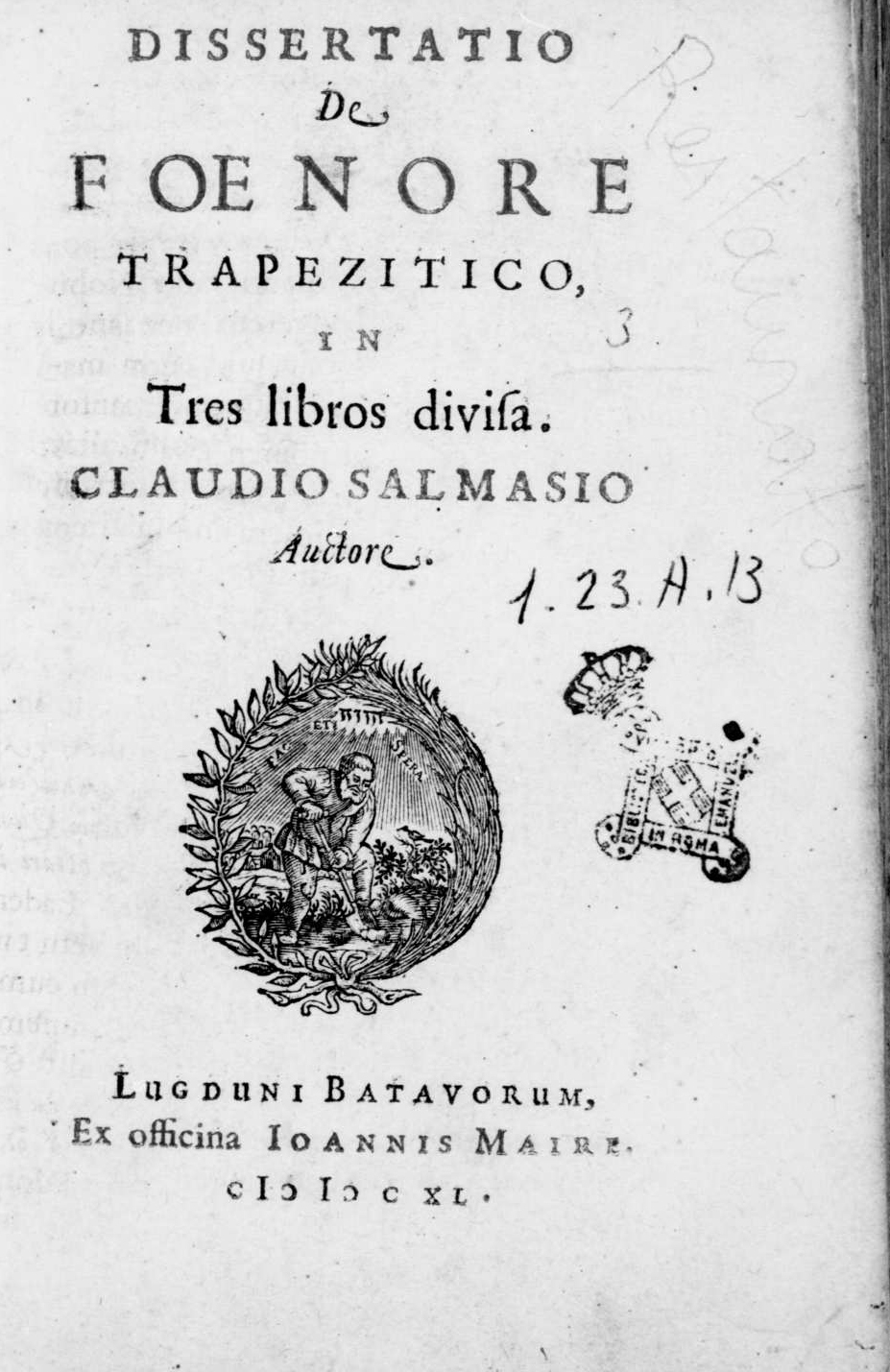
Dissertatio de foenore trapezitico, 1640

### Polemieken
- De primatu Papae (1645)
- Defensio regis pro Carolo I (1649)

### Postume uitgaven
- Epistolae (1656)
- De re militari Romanorum (1657).

### Over Salmasius (selectie Nederlandstalige uitgaven)
- D.J.H. ter Horst: Isaac Vossius en Salmasius. Een episode uit de 17de-eeuwsche geleerdengeschiedenis. 's Gravenhage, Martinus Nijhoff, 1938
- A. Kluyver: Constantijn Huygens tusschen Salmasius en Heinsius. In: Vier opstellen geschreven voor Mr. S. J. Fockema Andreae (1914)